# Вінсент (Алабама)
Вінсент (англ. Vincent) — місто (англ. town) в США, в округах Шелбі, Сент-Клер і Талладіга штату Алабама. Населення — 1982 особи (2020).

## Географія
Вінсент розташований за координатами 33°23′16″ пн. ш. 86°24′22″ зх. д. / 33.38778° пн. ш. 86.40611° зх. д. (33.387726, -86.406013).  За даними Бюро перепису населення США в 2010 році місто мало площу 51,65 км², з яких 50,67 км² — суходіл та 0,98 км² — водойми. В 2017 році площа становила 54,29 км², з яких 53,31 км² — суходіл та 0,98 км² — водойми.

## Демографія
Згідно з переписом 2010 року, у місті мешкало 1988 осіб у 802 домогосподарствах у складі 575 родин. Густота населення становила 38 осіб/км².  Було 895 помешкань (17/км²).
Расовий склад населення:
| - 78,7 % — білих - 19,8 % — чорних або афроамериканців - 0,4 % — корінних американців - 0,1 % — азіатів |

До двох чи більше рас належало 1,0 %. Частка іспаномовних становила 0,7 % від усіх жителів.
За віковим діапазоном населення розподілялося таким чином: 22,7 % — особи молодші 18 років, 62,7 % — особи у віці 18—64 років, 14,6 % — особи у віці 65 років та старші. Медіана віку мешканця становила 42,0 року. На 100 осіб жіночої статі у місті припадало 87,9 чоловіків;  на 100 жінок у віці від 18 років та старших — 84,0 чоловіків також старших 18 років.
Середній дохід на одне домашнє господарство  становив 52 348 доларів США (медіана — 42 692), а середній дохід на одну сім'ю — 62 536 доларів (медіана — 57 885). Медіана доходів становила 42 031 долар для чоловіків та 26 346 доларів для жінок. За межею бідності перебувало 10,9 % осіб, у тому числі 16,1 % дітей у віці до 18 років та 3,8 % осіб у віці 65 років та старших.
Цивільне працевлаштоване населення становило 857 осіб. Основні галузі зайнятості: освіта, охорона здоров'я та соціальна допомога — 21,7 %, виробництво — 15,1 %, будівництво — 14,5 %.